# Donat Golaz
Donat L. Golaz (Buttes, 7 juli 1852 - Orbe, 14 juli 1900) was een Zwitsers notaris, bestuurder en politicus voor de Vrijzinnig-Democratische Partij (FDP/PRD) uit het kanton Vaud.

## Biografie

### Jurist
Donat Golaz studeerde rechten aan de academie van Lausanne. Tussen 1877 en 1885 en later tussen 1893 en zijn overlijden in 1900 oefende hij het beroep van notaris uit. Van 1878 tot 1885 was hij tevens ambtenaar van de burgerlijke stand in Orbe.

### Politicus
Hij was tweemaal lid van de Grote Raad van Vaud, een eerste maal van 1882 tot 1885 en een tweede maal van 1893 tot zijn overlijden in 1900. In 1895 was hij voorzitter van de Grote Raad. Vervolgens werd hij per 18 juni 1883 lid van de Nationale Raad. Deze functie verliet hij op 1 april 1885.
Golaz trad in 1885 terug uit verschillende functies die hij tot dan toe bekleedde doordat hij was verkozen in de Staatsraad van Vaud, de kantonnale regering. Hij zou er zetelen tot 1893 en zou bevoegd zijn voor Militaire Zaken. Na zijn ambtsperiode in de Staatsraad zou hij voor een tweede maal zetelen in de Grote Raad en zou hij vanaf 25 maart 1894 tot aan zijn overlijden zijn kanton vertegenwoordigen in de Kantonsraad. Golaz was na Alphonse Bory het tweede Kantonsraadslid van Vaud dat niet op het grondgebied van het kanton werd geboren. Hij werd immers geboren in het kanton Neuchâtel.

### Bestuurder
Hij zetelde in de raad van bestuur van de vennootschap die de spoorlijn Orbe-Chavornay uitbaatte en van de Jura-Simplon-Bahn.